# Линофрины
Линофрины (лат. Linophryne) — род лучепёрых рыб отряда удильщикообразных. Характерной чертой представителей рода является ветвящийся вырост на нижней челюсти, самый большой вырост у древоусой линофрины. Совершают вертикальные миграции: днём линофрины живут в сумеречной зоне, а ночью поднимаются выше, в эвфотическую. Питаются рыбой. Также для них характерен паразитизм самцов на самках.

## Классификация
В составе рода выделяют 22 вида:
- Linophryne algibarbata Waterman, 1939 — Четырёхусая линофрина
- Linophryne andersoni Gon, 1992
- Linophryne arborifera Regan, 1925 — Древоусая линофрина, или древоусая ризофрина
- Linophryne arcturi Beebe, 1926 — Звездчатая линофрина
- Linophryne argyresca Regan & Trewavas, 1932 — Серебристобульбовая линофрина
- Linophryne bicornis A. E. Parr, 1927 — Двухшипая линофрина
- Linophryne bipennata Bertelsen, 1982 — Двукрылая линофрина
- Linophryne brevibarbata Beebe, 1932 — Короткоусая линофрина, или короткоусая ризофрина
- Linophryne coronata Parr, 1927 — Чернохвостая линофрина
- Linophryne densiramus S. Imai, 1941 — Густобородая линофрина
- Linophryne escaramosa Bertelsen, 1982 — Ветвистобульбовая линофрина, или ветвистоусая линофрина
- Linophryne indica A. B. Brauer, 1902 — Индийская линофрина
- Linophryne lucifer Collett, 1886 — Светоносная линофрина
- Linophryne macrodon Regan, 1925 — Большезубая линофрина
- Linophryne maderensis Maul, 1961 — Мадейрская линофрина
- Linophryne parini Bertelsen, 1980 — Линофрина Парина, или ризофрина Парина
- Linophryne pennibarbata Bertelsen, 1980 — Крылоусая линофрина, или крылоусая ризофрина
- Linophryne polypogon Regan, 1925 — Многоусая линофрина
- Linophryne quinqueramosus Beebe & Crane, 1947 — Пятиусая линофрина, или пятиусая ризофрина
- Linophryne racemifera Regan & Trewavas, 1932 — Ягодная линофрина
- Linophryne sexfilis Bertelsen, 1973 — Шестиусая линофрина
- Linophryne trewavasae Bertelsen, 1978 — Линофрина Тревавас